# Edwin Kipmutai Too
Edwin Kipmutai Too (* 14. April 1995) ist ein kenianischer Leichtathlet, der sich auf den Zehnkampf spezialisiert hat.

## Sportliche Laufbahn
Erste internationale Erfahrungen sammelte Edwin Kipmutai Too im Jahr 2022, als er bei den Afrikameisterschaften in Port Louis mit neuer Bestleistung von 7011 Punkten den vierten Platz belegte. 2024 gewann er bei den Afrikaspielen in Accra mit 7140 Punkten die Silbermedaille hinter dem Südafrikaner Fredriech Pretorius und belegte er im Weitsprung mit 7,71 m den vierten Platz. Im Juni gewann er bei den Afrikameisterschaften in Douala mit 7132 Punkten die Bronzemedaille hinter den Algeriern Larbi Bourrada und Dhiae Boudoumi.
In den Jahren 2019, 2022 und 2023 wurde Too kenianischer Meister im Zehnkampf sowie 2022 und 2024 auch im Stabhochsprung und 2024 im Weitsprung.

## Persönliche Bestleistungen
- Stabhochsprung: 4,50 m, 22. Mai 2024 2024 in Nairobi
- Weitsprung: 7,87 m (+1,9 m/s), 5. März 2024 in Nairobi
- Zehnkampf: 7305 Punkte, 6. März 2024 in Nairobi